# Добрица, Василий Иванович
Василий Иванович Добрица (17 января 1925 — 19 августа 2023) — участник Великой Отечественной войны, являлся последним живущим полным кавалером ордена Славы.

## Биография
Родился 17 января 1925 года в с. Ряженое, ныне Матвеево-Курганского района Ростовской области, в семье крестьянина. Русский.
Окончил 8 классов средней школы № 27 города Таганрога. С октября 1941 года проживал на территории, временно оккупированной немецкими войсками (в родном селе).
В Красной Армии находился с сентября 1943 года, после освобождения села. На фронте Великой Отечественной войны — с октября 1943. Служил гвардии рядовым сапером 101-го гвардейского стрелкового полка (35-я гвардейская стрелковая дивизия, 4-й гвардейский стрелковый корпус, 8-я гвардейская армия, 1-й Белорусский фронт). Все ордена Славы получил за бои на территории Польши.
В апреле 1949 года Добрица был демобилизован. Гвардии старшина в отставке. Вернулся на родину, поступил в Таганрогскую школу механизации сельского хозяйства. С 1950 года работал комбайнёром в Матвеево-Курганской МТС, а после окончания Ленинградского заочного машиностроительного техникума — инженером-конструктором на Таганрогском комбайновом заводе.
Жил в Таганроге. 10 августа 2021 года, после смерти И. А. Рулёва, стал последним живым полным кавалером ордена Славы.
Скончался 19 августа 2023 года в возрасте 98 лет.

## Награды
- Награждён тремя орденами Славы — 21.8.1944, 26.10.1944, 24.3.1945, орденами Отечественной войны 1-й и 2-й степеней и Октябрьской Революции, а также медалями, в числе которых две «За отвагу».
- Также награждён орденом Атамана Платова (2012)[2].
- Почётный гражданин Ростовской области (10 июня 2020)[3].